# Il Libro Nero della Polonia
Il Libro nero della Polonia (edito in inglese col titolo The Black Book of Poland) trae origine dal rapporto di 750 pagine pubblicato nel 1942 dal Ministero dell'Informazione del governo polacco in esilio, che descrive le atrocità commesse dalla Germania nazista nella Polonia occupata nei 22 mesi intercorsi tra l'invasione della Polonia del settembre 1939 e fine giugno 1941.
Tutte le stime, presentate nel libro sezione per sezione, si basano sui dati raccolti mentre era in corso la guerra sul fronte orientale e mentre l'uccisione degli ebrei per mezzo di monossido di carbonio nell'ambito dell'operazione Reinhard, iniziata nel 1942 per attuare la soluzione finale, era solo all'inizio. Il libro documenta oltre 400.000 casi di uccisioni deliberate, una media di 1.576 al giorno.
L'opera è considerata il seguito del Libro bianco Polacco del 1941.

## Contenuti
Il Libro Nero della Polonia è una raccolta di documenti autenticati, deposizioni, resoconti dei testimoni oculari, riassunti ministeriali, che descrive e illustra con fotografie i crimini nazisti contro la nazione polacca e i crimini di guerra nella Polonia occupata commessi in soli due anni: massacri, torture, espulsioni, colonizzazione forzata, persecuzione, distruzione della cultura e umiliazione di un Paese.
Il libro è il seguito di The German Invasion of Poland redatto dal governo polacco in esilio e pubblicato nel 1940, a volte considerato il primo volume di questa serie di pubblicazioni. Il volume originale tratta dei crimini di guerra durante l'invasione della Polonia del settembre 1939. The Black Book di G. P. Putnam's Sons (o il "secondo volume" di The Black Book of Poland) fu pubblicato a Londra da Hutchinson con un titolo diverso: The German New Order in Poland, con solo 585 pagine e 61 tavole.
Il libro è composto da nove sezioni, precedute dall'introduzione intitolata Hora Tenebrarum. Tutte le sezioni includono lunghe appendici.

### Capitoli
1. Parte I. Massacri e torture
2. Parte II. L'espulsione della popolazione polacca dalla sua terra
3. Parte III. La persecuzione degli ebrei e i ghetti
4. Parte IV. La rapina di beni pubblici e privati
5. Parte V. Lo sfruttamento economico dei territori polacchi sotto l'occupazione tedesca
6. Parte VI. Persecuzioni religiose
7. Parte VII. Umiliazione e degradazione della nazione polacca
8. Parte VIII. La distruzione della cultura polacca
9. Parte IX. Violazioni del diritto internazionale da parte del Reich.[1]